# 김재철 (1946년)
김재철(1956년 8월 8일 ~ 2025년 1월 25일)은 대한민국의 공무원이다.

## 학력
- 광주고등학교 (졸업)
- 육군사관학교 (26기 / 학사)
- 영남대학교 (경영학 / 석사)
- 한양대학교 (행정학 / 박사)

## 경력
- 대통령비서실 인사행정관
- 총무처 정부청사관리소장
- 행정자치부 의정국장
- 행정자치부 국가전문행정연수원장
- 대한체육회 사무총장
- 한양대학교 공공정책대학원 겸임교수
- 대불대학교 석좌교수